# Tivoli (Texas)
Tivoli es un lugar designado por el censo ubicado en el condado de Refugio en el estado estadounidense de Texas. En el Censo de 2010 tenía una población de 479 habitantes y una densidad poblacional de 165,57 personas por km².

## Geografía
Tivoli se encuentra ubicado en las coordenadas 28°27′39″N 96°53′29″O / 28.46083, -96.89139. Según la Oficina del Censo de los Estados Unidos, Tivoli tiene una superficie total de 2.89 km², de la cual 2.89 km² corresponden a tierra firme y (0%) 0 km² es agua.

## Demografía
Según el censo de 2010, había 479 personas residiendo en Tivoli. La densidad de población era de 165,57 hab./km². De los 479 habitantes, Tivoli estaba compuesto por el 82.25% blancos, el 2.09% eran afroamericanos, el 0.21% eran amerindios, el 0.84% eran asiáticos, el 0% eran isleños del Pacífico, el 12.11% eran de otras razas y el 2.51% pertenecían a dos o más razas. Del total de la población el 78.08% eran hispanos o latinos de cualquier raza.